# Denise, Mato Grosso
Denise este un oraș în Mato Grosso (MT), Brazilia.